# Kamienica Polska (gemeente)
De gemeente Kamienica Polska is een landgemeente in het Poolse woiwodschap Silezië, in powiat Częstochowski.
De zetel van de gemeente is in Kamienica Polska.
Op 30 juni 2004 telde de gemeente 5585 inwoners.

## Oppervlakte gegevens
In 2002 bedroeg de totale oppervlakte van gemeente Kamienica Polska 46,72 km², waarvan:
- agrarisch gebied: 48%
- bossen: 41%

De gemeente beslaat 3,07% van de totale oppervlakte van de powiat.

## Demografie
Stand op 30 juni 2004:
| Omschrijving                   | Totaal | Totaal | Vrouwen | Vrouwen | Mannen | Mannen |
| ------------------------------ | ------ | ------ | ------- | ------- | ------ | ------ |
| eenheid                        | aantal | %      | aantal  | %       | aantal | %      |
| inwoners                       | 5585   | 100    | 2901    | 51,9    | 2684   | 48,1   |
| bevolkingsdichtheid (inw./km²) | 119,5  | 119,5  | 62,1    | 62,1    | 57,4   | 57,4   |

In 2002 bedroeg het gemiddelde inkomen per inwoner 11225,22 zł.

## Administratieve plaatsen (sołectwo)
Kamienica Polska, Osiny, Rudnik Wielki, Kolonia Klepaczka, Zawada, Zawisna.
Zonder de status sołectwo : Podlesie, Romanów.

## Aangrenzende gemeenten
Koziegłowy, Olsztyn, Poczesna, Poraj, Starcza, Woźniki